# Damien Monier
Damien Monier (ur. 27 sierpnia 1982 w Clermont-Ferrand) – francuski kolarz szosowy i torowy, zawodnik grupy Cofidis. 
Jego największym dotychczasowym sukcesem jest etapowe zwycięstwo w Giro d'Italia. Dwukrotny torowy mistrz Francji seniorów w indywidualnym wyścigu na dochodzenie (w 2003 roku był mistrzem kraju również wśród juniorów).

## Najważniejsze zwycięstwa i sukcesy
- 2005
  - mistrz kraju w torowym wyścigu na dochodzenie na 4 km
- 2008 
  - mistrz kraju w torowym wyścigu na dochodzenie na 4 km
- 2010
  - wygrany 17. etap w Giro d'Italia